# Psyrassa rufofemorata
Psyrassa rufofemorata là một loài bọ cánh cứng trong họ Cerambycidae.